# Кафедра Максимиана

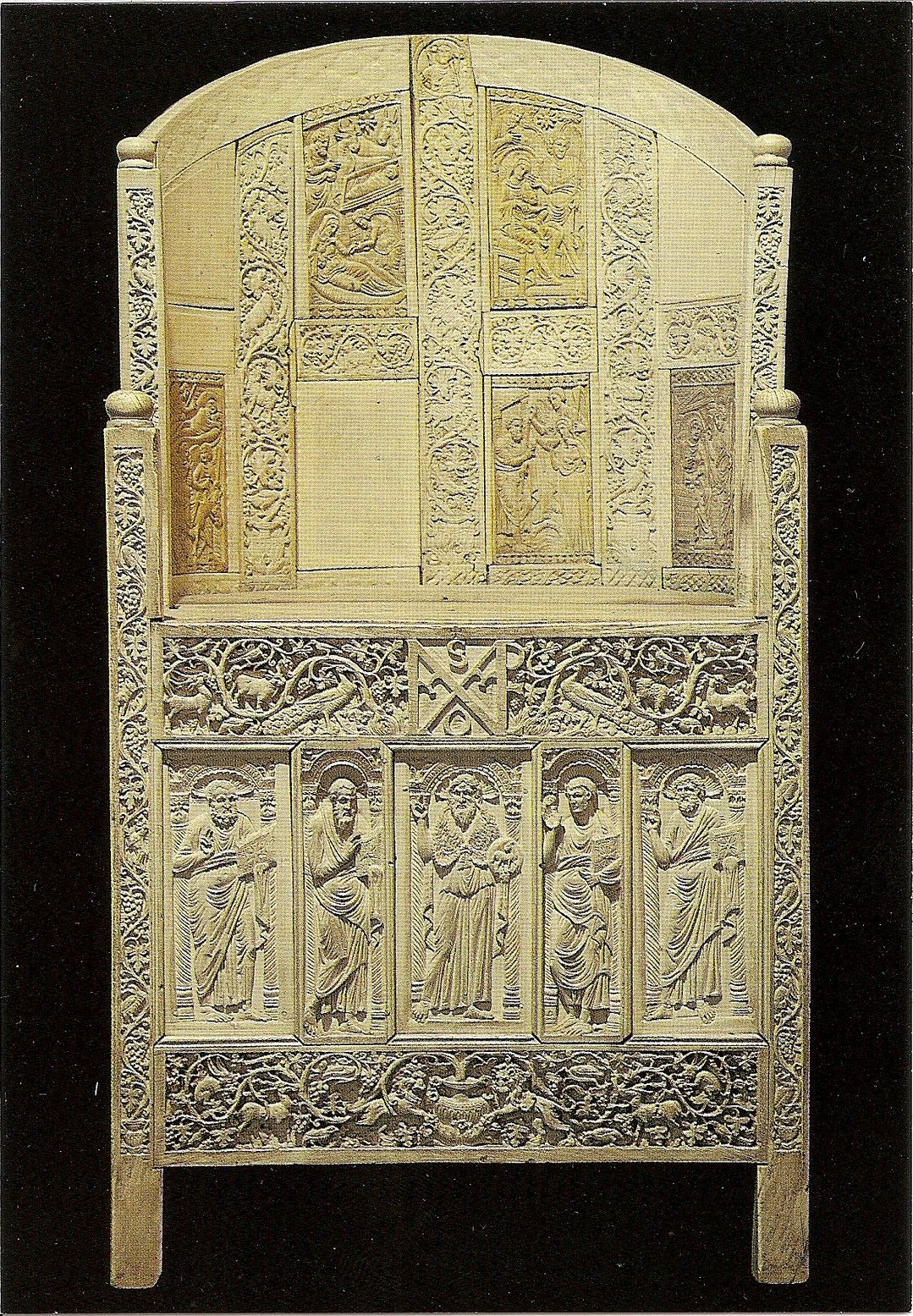

Кафедра Максимиана (итал. Cattedra di Massimiano) — кафедра из слоновой кости, изготовленная в середине VI века по заказу императора Юстиниана Великого. Преподнесена в дар архиепископу Максимиану (546—554 годы) и служила в качестве епископского седалища для равеннских архиереев. Версия о первом владельце кафедры основана на расшифровке монограммы на её передней панели. Кафедра Максимиана хранится в Архиепископском музее Равенны.
Кафедра украшена резьбой по слоновой кости, содержащей декоративный растительный орнамент, изображения птиц и животных, а также 24 панели с изображениями сюжетов Ветхого и Нового Заветов. Низ лицевой части кафедры украшен панелью с изображением фигур Иоанна Крестителя и четырёх евангелистов.
Над кафедрой трудилось четыре резчика:
- первый — передняя часть с фигурами Иоанна Крестителя и четырёх евангелистов (фигуры изображены фронтально, композицию оживляют проработка складок одежд, разнообразной постановке ног и благословляющих жестов));
- второй — задняя часть со сценами из земной жизни Иисуса Христа, изображённых, в том числе, на основе апокрифов (например, изображение в сцене Рождества повитухи Саломеи);
- третий — боковые части со сценами из жизни Иосифа Прекрасного (композиции перегружены деталями, в них заметно влияние античных традиций);
- четвёртый — декоративный орнамент на всех частях кафедры.

Происхождение панелей с историей Иосифа Прекрасного связывают с александрийскими мастерами, остальные панели выполнены в Константинополе.